# Barbara Heck
Barbara Heck (Ballingrane, 17 agosto 1734 – Augusta, 1804) è stata una religiosa irlandese naturalizzata statunitense.

## Biografia
Heck faceva parte della colonia di tedeschi giunti dalla Renania Palatinato e stabilitisi a Ballingrane, nella Contea di Limerick ed altre parti occidentali della stessa contea intorno al 1708. Sposò Paul Heck, membro della stessa comunità. A seguito della predicazione di John Wesley, molti di questi tedeschi, i cui discendenti furono noti successivamente come Palatini d'Irlanda, si convertirono al Metodismo.
La famiglia Heck emigrò dall'Irlanda intorno al 1760 e si stabilì a New York, ove altri metodisti dall'Irlanda andarono ad abitare nello stesso periodo. Non avevano alcun pastore ed iniziarono a trascurare i loro doveri religiosi. Nel 1765, furono raggiunti da Philip Embury, che era stato predicatore locale in Irlanda ed un altro gruppo di immigrati dall'Irlanda, che includeva suo fratello Paul Ruckle. Poco dopo il loro arrivo, la signora Heck entrò in una stanza dove, secondo alcuni resoconti, Embury era presente e trovò alcuni emigranti intenti ad un gioco d'azzardo con le carte. Afferrò le carte e le gettò nel fuoco, con linguaggio toccante ammonì i giocatori e poi si avvicinò ad Embury per esortarlo a predicare loro, poiché in caso contrario Dio gli avrebbe chiesto conto del loro sangue.
Come conseguenza, poco dopo iniziarono degli incontri. Il primo gruppo includeva la famiglia Heck e la loro schiava Betty. Infine, il risveglio si estese a molta gente, in prevalenza immigrati irlandesi ed un certo numero di Afroamericani. Barbara Heck progettò la semplice cappella di John Street che costituì la sede permanente del gruppo. Come struttura, essa è temporalmente successiva ad un altro edificio ad opera del predicatore di origine irlandese Robert Strawbridge, anche egli uno dei primi metodisti americani.
Nel 1770, la famiglia Heck si trasferì nella Valle di Camden. Quando iniziò la guerra d'indipendenza, la famiglia Heck si trasferì a Salem, nel nord dello Stato di New York, in modo da trovarsi in mezzo ai loyalists (contrari alla ribellione al Re di Inghilterra), e fondò la prima comunità metodista nella zona. Paul si arruolò a Burgoyne, e, mentre era a casa in licenza all'epoca della resa di Saratoga, venne arrestato da soldati patrioti. La notte, mentre essi dormivano, riuscì a fuggire e, passando dai boschi, arrivò in Canada, dove lo raggiunse la moglie. Si stabilirono ad Augusta, ed insieme ad altri provenienti da New York costituirono la prima comunità metodista canadese. Paul morì molti anni prima di sua moglie, alla fine del XVIII secolo.
La figura di Barbara Heck è stata onorata dal Presidente del Borgo di Manhattan a marzo 2008 ed è inclusa in una mappa di siti storici collegati o dedicati a donne importanti.